# Microsoft Transaction Server
MTS eller Microsoft Transaction Server är transaktionstjänsten i operativsystemet Windows NT.
MTS introducerades 1996 och baserades på COM-tekniken, vilket gör att komponenter kan tillverkas i alla språk som stödjer COM.